# Melanie Safka

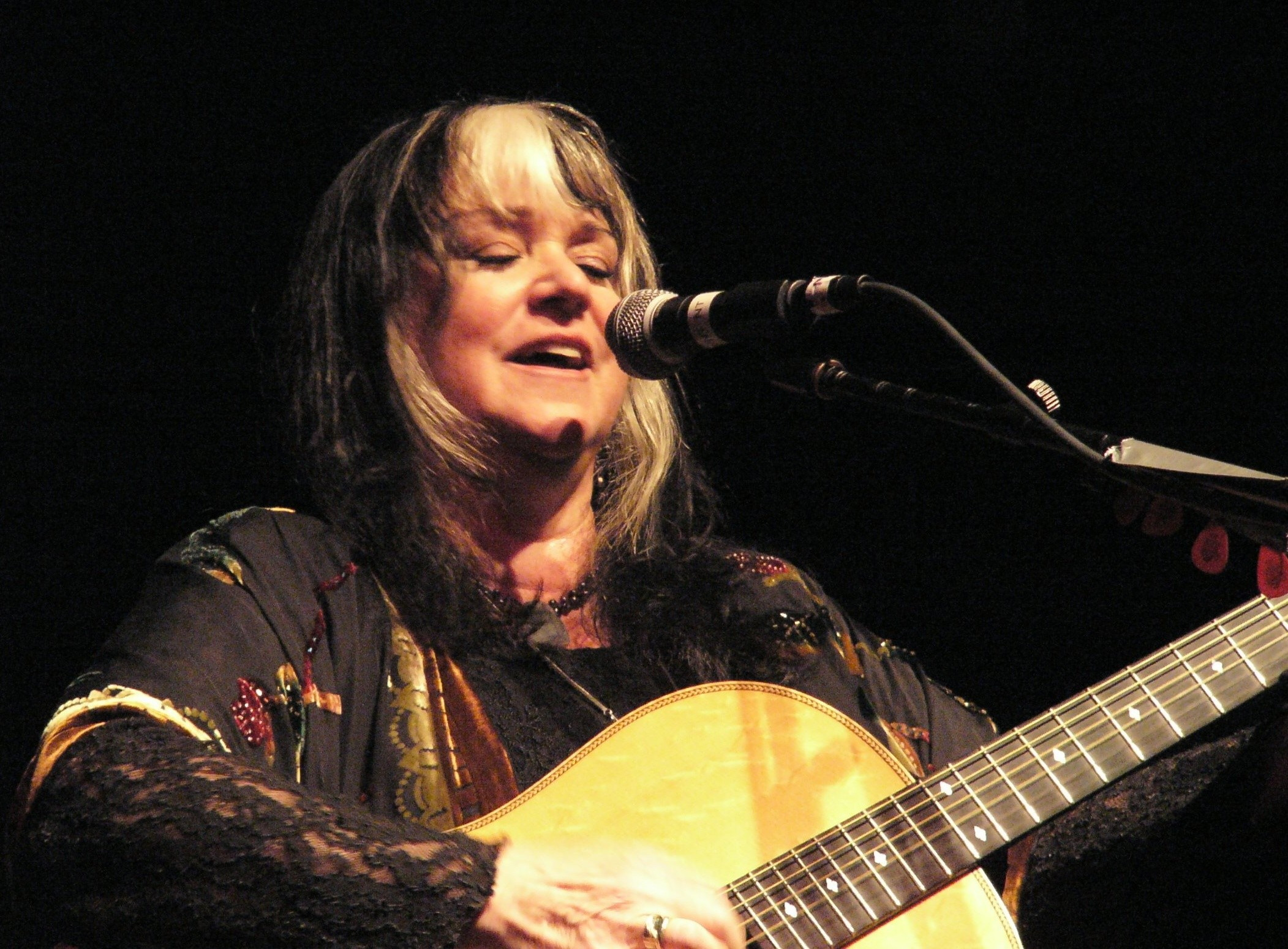
Melanie Safka w 2005 roku

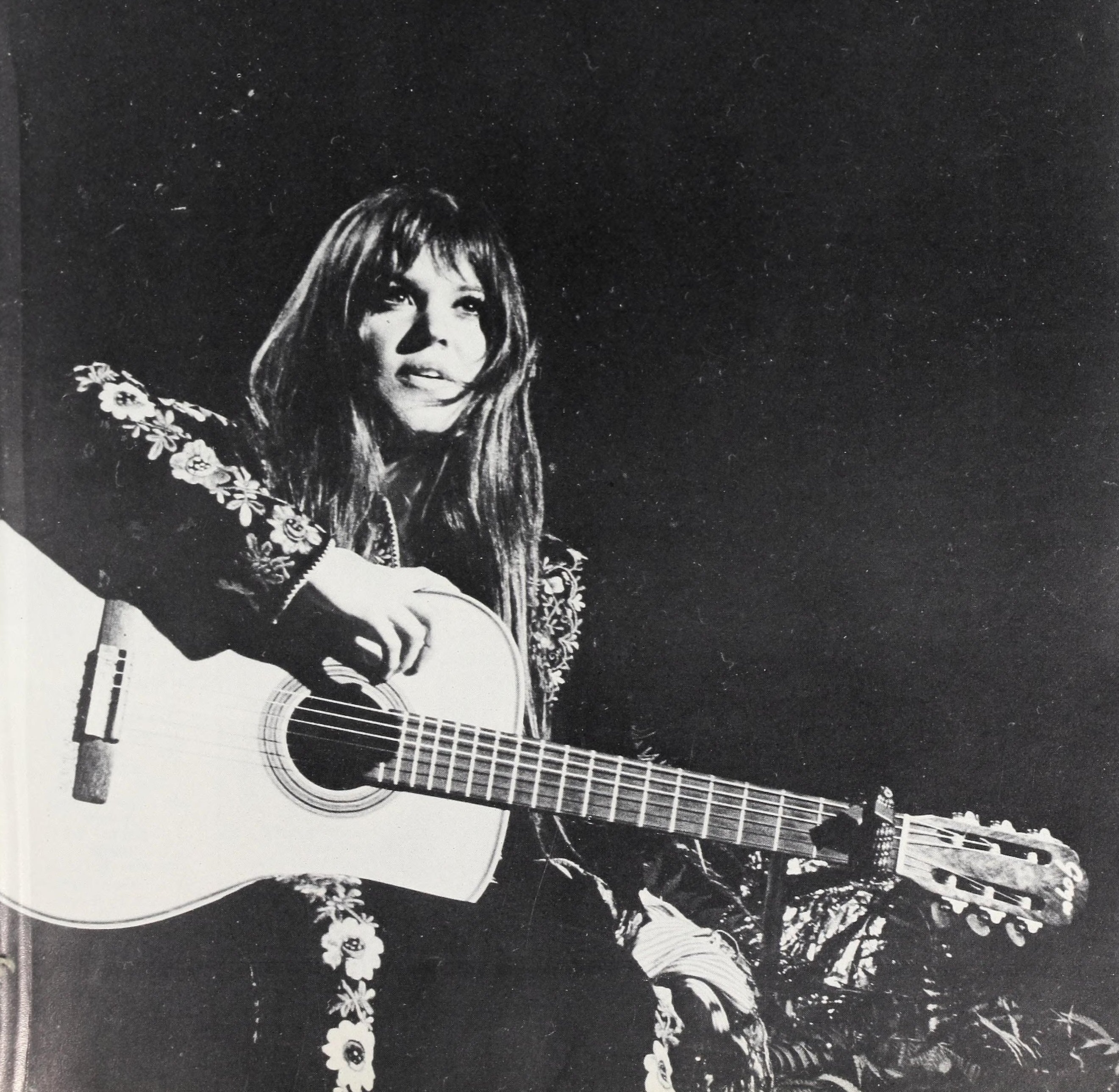
Melanie Safka na okładce czasopisma Cashbox (1970)

Melanie Anne Safka-Schekeryk (ur. 3 lutego 1947 w Nowym Jorku, zm. 23 stycznia 2024), pseudonim sceniczny Melanie – amerykańska piosenkarka pochodzenia ukraińskiego (po ojcu) i włoskiego (po matce, śpiewaczce jazzowej), wykonująca muzykę folkrockową i softrockową, związana z ruchem hippisowskim. Często kojarzona również z piosenką autorską. Zwana „damskim Dylanem”, wymieniana obok takich postaci jak Joni Mitchell, Joan Baez, Janis Joplin.

## Kariera
Pierwszy raz wystąpiła w radiowym show Live Like A Millionaire w wieku 4 lat, z piosenką Give me a Little Kiss. Studiowała na New York Academy of Fine Arts, śpiewając w klubach na Greenwich Village. Pierwszy kontrakt podpisała w roku 1967. W tym samym roku nagrała swój pierwszy singiel, Beautiful People, dla Columbia Records. Dla wytwórni tej nagrała tylko jeszcze jeden singiel. Singiel nie był popularny w Stanach Zjednoczonych, ale osiągnął popularność w Holandii. Po przejściu do Buddah Records nagrała singla Boob’s party, który osiągnął pierwsze miejsce na francuskiej liście przebojów. Wczesnej młodości nie wspomina dobrze, szkoły nie lubiła, czuła się w niej wyobcowana, w odruchu buntu pojechała do Los Angeles, gdzie ją aresztowano i przez tydzień trzymano w ośrodku dla młodocianych przestępców.
W roku 1969 spotkała menedżera Petera Schekeryka, który wkrótce stał się jej menadżerem. Wkrótce nagrała swój pierwszy album Born to Be. 16 sierpnia wystąpiła na Festiwalu Woodstock, gdzie zaśpiewała piosenkę Birthday of the Sun, wydaną 20 lat później na albumie poświęconym festiwalowi. Wkrótce po festiwalu nagrała swój drugi album, Affectionately. Dopiero po nagraniu piosenki Lay Down (Candles in the Rain) wraz z The Edwin Hawkins Singers zyskała popularność i pojawiła się na szóstym miejscu amerykańskiej listy przebojów.
W roku 1970 nagrała album Leftover Wine, album live nagrany w Carnegie Hall, na którym pojawiła się jej interpretacja piosenki The Rolling Stones Ruby Tuesday. W styczniu 1971 nagrała kolejny cover, tym razem What Have They Done to My Song, Ma, piosenkę grupy The New Seekers. Piosenka zajęła 39 miejsce na brytyjskiej Top 20.
W tym czasie zerwała kontrakt z wytwórnią Buddah, gdyż uznała jej żądania za wygórowane. Po ślubie z Schekerykiem założyła własną wytwórnię płytową Neighbourhood Records. Jej singiel Brand New Key dotarł do pierwszego miejsca amerykańskiej listy przebojów. Z powodu rubasznego żartu i niewybrednego podtekstu seksualnego piosenka była cenzurowana przez niektóre rozgłośnie radiowe. Był to zarazem szczyt jej kariery. Towarzyszący singlowi album Gather Me osiągnął 15 miejsce na liście przebojów i uzyskał status złotej płyty. Następny album, Garden in the City zawierał kilka dotąd nieopublikowanych nagrań.
Lata siedemdziesiąte nie były zbyt pomyślne, podwójny album koncertowy At Carnegie Hall nie wszedł do pierwszej setki, następne płyty nie sprzedały się dobrze. Wytwórnia płytowa została zlikwidowana. Pod koniec roku 1980 Melanie nagrała piosenkę do serialu Piękna i Bestia.
Była zaproszona jako pierwsza wokalistka pop-rockowa na występ w Sydney Opera House.

## Muzyka
Jej muzyka charakteryzowała się subtelnym, łagodnym brzmieniem, rytmiczną grą gitary akustycznej oraz żywiołowym, zachrypniętym głosem wokalistki. Melanie często wykonuje swe utwory przy akompaniamencie samej tylko gitary, co nadaje jej występom liryzmu, intymności i poczucia więzi słuchacza z artystką. Jej głos, w pewnym momencie pełen pasji i dojrzałości, może za chwilę się zmienić w dziecinnie niewinny. Moje piosenki są zwykle depresyjne i pełne żalu nad samą sobą – a to dlatego, że piszę, kiedy jestem skrajnie szczęśliwa lub smutna – przyznała artystka.
Melanie często w swoich tekstach głosiła poglądy charakterystyczne dla hippisów, choć sama twierdziła, że nie lubi takiego etykietowania. Wspomnianym wyżej utworem „Lay Down” mówiła o potrzebie wspólnoty i wzajemnej miłości, a piosenką I Don’t Eat Animals nakłaniała do wegetarianizmu, sama jednak czując się wykorzystana przez niektóre ruchy wegetariańskie. Opowiadała się również za poglądami liberalnymi i pacyfistycznymi, co wyraziła choćby w piosence Peace Will Come.

## Nagrody
- Najlepsza wokalistka roku 1970 wybrana przez Billboard, Bravo, Cashbox, i Melody Maker[6]
- Nagroda Emmy (z kompozytorem Lee Holdridge) w roku 1989, za słowa do The First Time I Loved Forever, piosenki z serialu Piękna i Bestia[6].

## Życie prywatne
Matka dwóch córek, Leilah (ur. 3 października 1973) i Jeordie (ur. 2 marca 1975) oraz syna Beau Jarreda (ur. 11 sierpnia 1981). Jej mąż, Peter Schekeryk zmarł 22 listopada 2010.